# Smažený sýr
Lo Smažený sýr (in ceco, comunemente chiamato smažák) o vyprážaný syr (in slovacco), letteralmente formaggio fritto, è un piatto tipico delle cucine ceca e slovacca, preparato friggendo formaggio impanato, solitamente del tipo edam, gouda o emmental. Si utilizza come formaggio anche l'hermelín (un formaggio simile al camembert) oppure lo stesso camembert, che nei menu viene indicato generalmente come smažený hermelín. Altri tipi di formaggi utilizzati possono essere la niva o lo tvarůžky di Olomouc (rispettivamente smažená niva e smažené tvarůžky). Questo piatto è tipico delle taverne ceche e dei fast food, essendo facile e veloce da preparare e particolarmente saziante. Viene solitamente servito con contorni a base di patate, oppure nella versione fast food dentro a un panino, tipicamente accompagnato da salsa tartara, maionese o ketchup. Considerando che si tratta di un cibo fritto e relativamente grasso, spesso accompagnato da contorni anch'essi fritti, è ritenuto poco salutare, specialmente se consumato frequentemente.
Nei locali di ristorazione, si tratta di un piatto comune (e talvolta l'unico) per i vegetariani, insieme al cavolfiore impanato e fritto, ai funghi champignon fritti o ad altre verdure fritte. È un piatto solitamente economico (si trova nella fascia di prezzo bassa).
Un piatto simile è conosciuto anche in Romania, dove è chiamato cașcaval pane ("cașcaval fritto"), e il cașcaval viene servito fritto anche in Bulgaria. In questi casi, il termine cașcaval può riferirsi sia a un tipo specifico di formaggio, sia in generale a qualsiasi "formaggio giallo".

## Storia
Diverse varianti del formaggio fritto sono presenti anche in altre cucine europee sin dal Medioevo, dove la ricetta poteva variare per quanto riguarda la panatura, la preparazione o il tipo di formaggio utilizzato. È conosciuto, ad esempio, nella cucina italiana (della quale una variante è la mozzarella in carrozza) e austriaca, ma non ha raggiunto la stessa popolarità che ha ottenuto in Repubblica Ceca e in Slovacchia. Qui è diventato molto popolare sin dalla Prima Repubblica cecoslovacca, quando già allora ricevette il tipico contorno della cucina locale, la salsa tartara. Oggi è uno dei piatti più popolari della cucina ceca, classificandosi al sesto posto in un sondaggio di Dáme jídlo, dopo le classiche pietanze ceche. Può essere trovato nei menu sia di ristoranti economici che di ristoranti rinomati.

## Preparazione

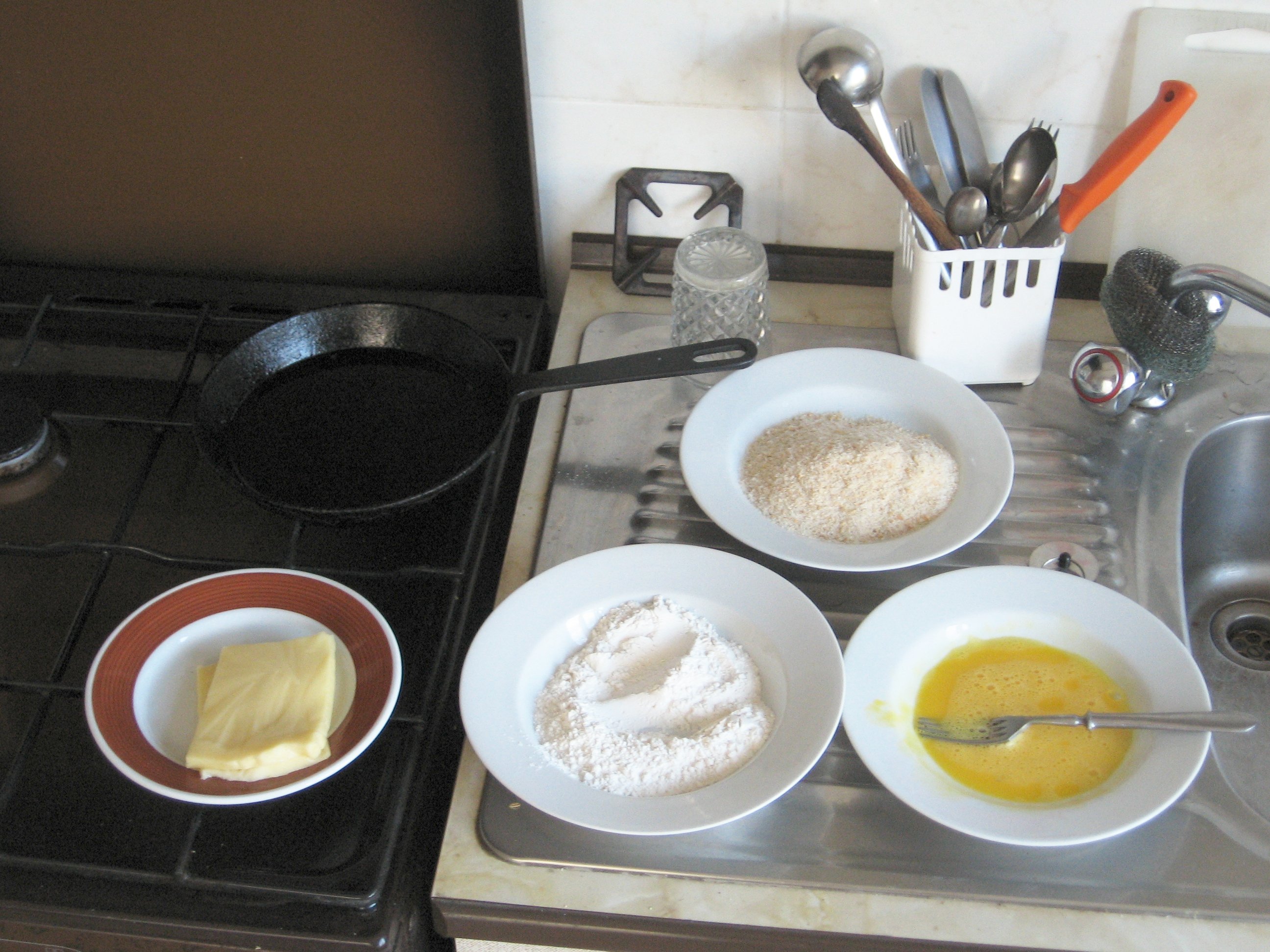
Ingredienti per la preparazione del formaggio fritto

Lo smažený sýr si prepara friggendo la fetta di formaggio in padella o in friggitrice, dopo averla impanata in modo simile alla cotoletta, utilizzando della farina, un uovo leggermente sbattuto con una forchetta e del pangrattato, nell'ordine indicato. Poiché il formaggio durante la frittura tende ad ammorbidirsi e a sciogliersi, si consiglia di ripetere il processo di impanatura due o anche tre volte, in modo da rafforzare la copertura e prevenire la fuoriuscita del formaggio nella friggitrice o in padella.

## Servizio

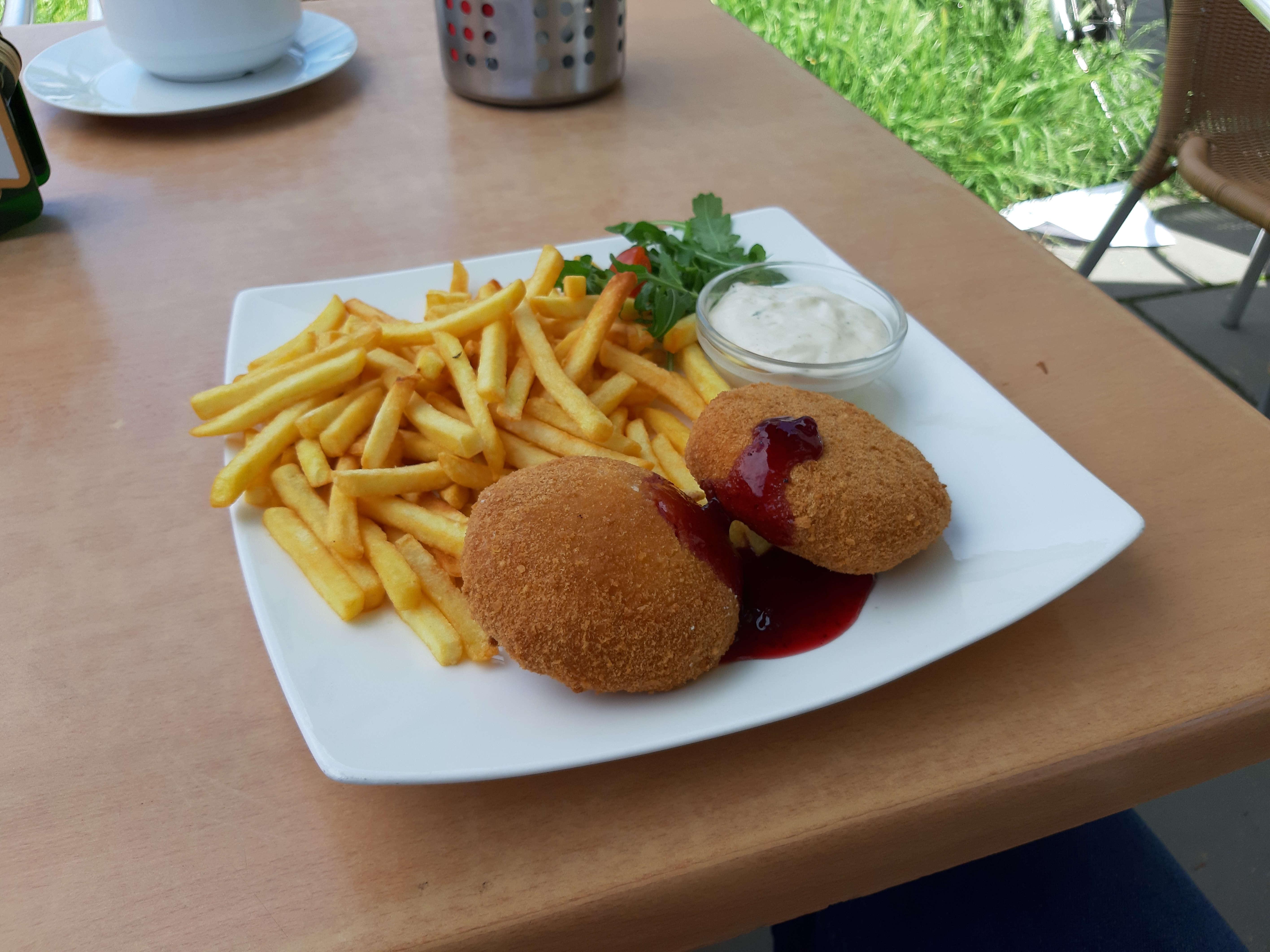
Smažený sýr servito in un ristorante di Olomouc

Il formaggio fritto dovrebbe essere servito rapidamente dopo la frittura, poiché raffreddandosi tende a perdere le sue apprezzate proprietà e il sapore. Viene solitamente accompagnato da patatine fritte, purè di patate, patate americane o patate bollite, opzionalmente con una guarnizione di verdure e salsa tartara o maionese. Nei fast food, viene inoltre servito in un panino, con la medesima guarnizione (smažený sýr v housce).

## Sostituti
Esistono anche sostituti più economici e di qualità inferiore, nei quali il grasso di latte vaccino è sostituito da grasso vegetale. Questi prodotti non possono essere etichettati come formaggio. Se sull'etichetta è indicato come nome del prodotto, ad esempio, il termine popolare "smažák" e non viene specificato che si tratti di formaggio, allora si tratta di questo tipo di sostituto.